# Adam Giersz
Adam Leon Giersz, né le 15 septembre 1947 à Elbląg, est un entraîneur sportif et un homme politique polonais proche de la Plate-forme civique (PO). Il est ministre des Sports entre octobre 2009 à novembre 2011.

## Biographie

### Parcours politique
Au début des années 1990, il est actif au sein du Congrès libéral-démocrate (KLD). Il postule même, sans succès, à la Diète lors des élections législatives du 19 septembre 1993.
En novembre 2001, il devient chef du bureau de la culture physique et des sports, avec rang de sous-secrétaire d'État, au ministère de l'Éducation nationale et des Sports. Le bureau est supprimé en juillet 2002, mais il reste sous-secrétaire d'État jusqu'en décembre 2004.
Désigné au poste de vice-président du comité national olympique (PKO) en février 2005, il est choisi en 2007 comme chef du cabinet politique par le nouveau ministre des Sports et du Tourisme, Mirosław Drzewiecki. Il est promu secrétaire d'État le 28 novembre 2008.
Le 13 octobre 2009, Adam Giersz est nommé ministre des Sports et du Tourisme dans le premier gouvernement de coalition du libéral Donald Tusk, à l'occasion d'un remaniement ministériel. Il n'est pas reconduit à l'issue de son mandat, le 18 novembre 2011.
Il devient conseiller du ministre des Sports Andrzej Biernat en 2014.